# Attentato di Gerusalemme del 1948
L'attentato dinamitardo al Semiramis Hotel di Gerusalemme fu un atto terroristico perpetrato dall'Haganah che ebbe come bersaglio un hotel di proprietà cristiana che sorgeva nel quartiere gerosolimitano di Katamon. L'attentato fu compiuto nel corso della guerra civile del 1947-1948 nella Palestina mandataria.
Sospettando che il Semiramis Hotel fosse uno dei due quartier generali arabi palestinesi a Katamon, l'Haganah vi collocò una forte carica esplosiva nella notte tra il 5 e il 6 gennaio 1948. La missione fu eseguita da un team di quattro militanti, appoggiati da dieci persone armate di fucili.
L'esplosione uccise 24 o 26 persone, tra cui probabilmente irregolari iracheni, civili e almeno un bambino. Tra i morti sette persone appartenevano alle famiglie Abu Su'an e di Hubert Lorenzo, il ventitreenne figlio del proprietario.
 
Fu anche ucciso il vice-console spagnolo, Manuel Allende Salazar.

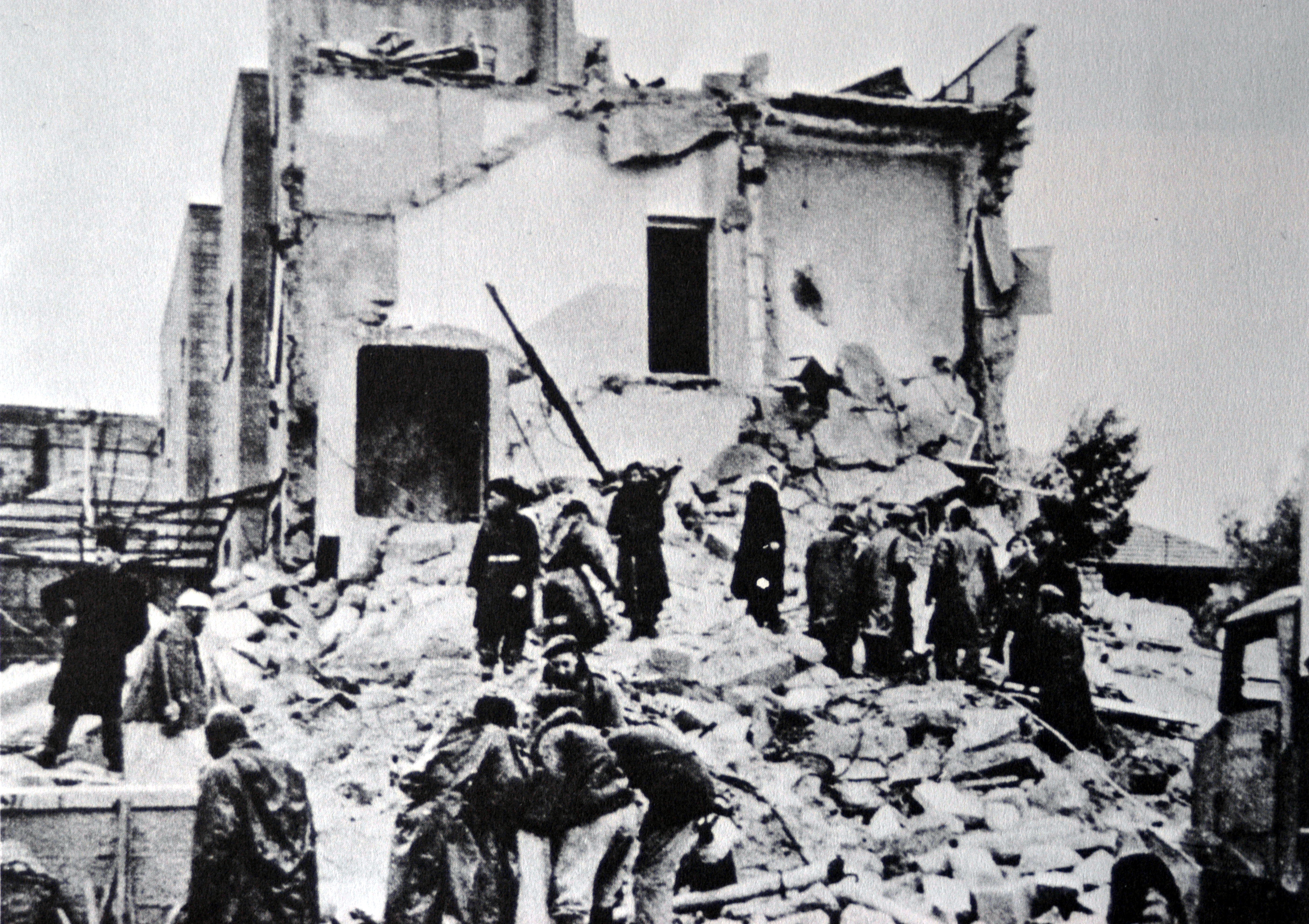
Le macerie del Semiramis Hotel dopo l'azione dell'Haganah

L'Associated Press riporta quanto dichiarato da un portavoce dell'Haganah, secondo il quale l'attacco all'albergo di Gerusalemme era stato eseguito in quanto "l'edificio era un importante luogo d'incontro di organizzazioni arabe, in cui si decideva la distribuzione di armi ai villaggi palestinesi nell'area di Gerusalemme". Egli proseguiva dicendo: "Sfortunatamente, non abbiamo colpito il principale quartier generale delle formazioni arabe, dal momento che è tenuto segreto in una moschea".
L'attacco fu aspramente condannato dalle autorità britanniche, e David Ben-Gurion licenziò Mishael Shaham, l'ufficiale responsabile dell'Haganah per il settore di Gerusalemme, sostituendolo con David Shaltiel. Secondo John B. Quigley, l'hotel non era affatto un quartier generale militare e le autorità britanniche denunciarono l'azione come "un grossolano assassinio di persone innocenti". Ilan Pappé e J. Bowyer Bell attribuiscono l'attentato dinamitardo all'Irgun.
Prima dell'attentato, l'appariscente jeep bianca di Abd al-Qadir al-Husayni, comandante delle forze arabe di Gerusalemme, era stata avvistata in un viale attiguo all'hotel.
Nel libro O Jerusalem!, Dominique Lapierre e Larry Collins hanno scritto che Mishael Shaham, il responsabile dell'Haganah che aveva organizzato l'attentato, era stato inviato a Gerusalemme per arrestare il flusso di ebrei sotto assedio che si stavano ritirando dalle aree a popolazione mista arabo-ebraica di Gerusalemme, in direzione delle aree ebraiche. Si è pensato che 'un importante afflusso nell'araba Katamon ... avrebbe potuto rinforzare gli arabi fuori del quartiere e mutare il clima psicologico nella città. Shaham chiese: "Dov'è il principale quartier generale arabo?".